# Cornelia Linde
Johanne Cornelia Linde (* 1978 in Göttingen) ist eine deutsche Historikerin.
Cornelia Linde studierte von 1996 bis 2003 an den Universitäten Göttingen, Bologna und Freiburg im Breisgau Lateinische Philologie des Mittelalters, Lateinische Philologie sowie Historische Hilfswissenschaften. Am Warburg Institute der University of London absolvierte sie von 2003 bis 2004 ihr Master-Studium „Cultural and Intellectual History, 1300–1650“. Sie wurde 2009 in London promoviert mit der Arbeit Discussions of Textual Criticism of the Latin Bible from the Twelfth to the Fifteenth Century. Von 2009 bis 2012 war sie British Academy Postdoctoral Fellow an der University College London. Von 2012 bis 2020 war sie wissenschaftliche Mitarbeiterin für Mittelalterliche Geschichte am Deutschen Historischen Institut London. In der Zwischenzeit war sie im Sommersemester 2017 als wissenschaftliche Mitarbeiterin am Lehrstuhl für Mittelalterliche Geschichte der Martin-Luther-Universität Halle-Wittenberg tätig. Seit 1. April 2020 lehrt sie in der Nachfolge von Karl-Heinz Spieß als Professorin für Allgemeine Geschichte des Mittelalters an der Universität Greifswald. Für die Nachfolge von Spieß wurde bereits vor der Neubesetzung durch Cornelia Linde bei der Beschreibung des Lehrstuhls auf die historischen Hilfswissenschaften verzichtet.
In ihrer Dissertation untersuchte sie einen Ausschnitt aus der Geschichte der lateinischen Bibel (Vulgata) und die Einstellungen in der Zeit zwischen dem 12. und 15. Jahrhundert dazu. Sie behandelte unter anderem Stephan Harding, Roger Bacon, Ramon Martí und Hugo von Saint-Cher. Sie war Herausgeberin der Beiträge einer Tagung eines internationalen Kolloquiums am Deutschen Historischen Institut in London aus dem Jahr 2014 zu Aspekten der Rechtsgeschichte des Dominikanerordens.

## Schriften
Monografien
- How to correct the Sacra scriptura? Textual criticism of the Latin Bibel between the twelfth and fifteenth century (= Medium aevum monographs. Bd. 29). Society for the Study of Medieval Languages and Literature, Oxford 2012, ISBN 0-907570-22-4.

Herausgeberschaften
- mit Eleanor J. Giraud: A Companion to the English Dominican Province from its Beginnings to the Reformation (= Brill’s Companions to the Christian Tradition. Bd. 97). Brill, Leiden 2021, ISBN 978-90-04-38703-4.
- Making and Breaking the Rules. Discussion, Implementation, and Consequences of Dominican Legislation. Oxford University Press, Oxford 2018, ISBN 978-0-19-880097-2.